# 联合国大会第194号决议
《联合国大会第194号决议》是在第三屆聯合國大會於第一次中东战争即將結束時，在1948年12月11日作出的決議，該決議要求联合国组成調解委員會形成巴以冲突的最終解決方案，並规定最終解決方案的基本原则，其中首次提出使巴勒斯坦難民返回家園，或获得相应赔偿的原則。

## 背景
第一次中东战争期間，約有70萬巴勒斯坦人（佔總人口的85%）逃離或被驅逐出被以色列佔領的領土。聯合國巴勒斯坦調解专员福克·伯納多特伯爵認為，流離失所的巴勒斯坦人有權返回家園，並就此撰寫了多份聯合國報告。1948年6月28日，在他安排的休戰期間，他提出了一系列和平解決巴勒斯坦爭端的建議，其中之一是，聯合國應承認“由於衝突而離開正常居住地的巴勒斯坦居民有權不受限制地返回家園並重新擁有自己的財產。”另一個提议是將耶路撒冷納入阿拉伯國。这些提议激怒了以色列，导致伯納多特于同年9月17日，在耶路撒冷被錫安主義準軍事組織萊希暗殺，但他的建议成为194号决议的基础。

## 決議內容
決議全文如下：
大会
业已重议巴勒斯坦情势，
1. 对于联合国已故调解专员为促进巴勒斯坦未来情势之和平调整，舍身捐躯而使斡旋获得进展，至为感激；对于代理调解专员暨其属员现在巴勒斯坦继续努力不懈及忠于职守精神，并申谢忱；
2. 兹设立和解委员会（英语：United Nations Conciliation Commission for Palestine），由联合国会员国三国组织之，其任务如下：
（甲）如认为在现存情况下有此必要时，担任大会一九四八年五月十四日决议案一八六（S-2）赋予联合国巴勒斯坦调解专员之任务；
（乙）执行本决议案赋予之特定任务及训示，以及大会或安全理事会将来赋予之其他任务及训示；
（丙）于安全理事会请求时承担安全理事会决议案指定刻由联合国巴勒斯坦调解专员或联合国停战委员会担任之任何任务；安全理事会各决议案赋予联合国巴勒斯坦调解专员之所有任务如悉经安全理事会请求和解委员会担托时，则调解专员一职应即裁撤；
3. 决定：大会所属由中国、法兰西、苏维埃社会主义共和国联邦、英联王国、美利坚合众国组成之委员会，应于本届大会第一期会议结束以前，就由何三国组织和解委员会一事提具建议，以备大会核准；
4. 请和解委员会立即开始工作，俾有关各方与委员会间得尽早建立关系；
5. 请各有关政府与当局扩展一九四八年十一月十六日安全理事会决议案所规定之谈判范围；并直接或经由和解委员会，进行谈判，求得协议，俾双方所有待决问题均得最后解决；
6. 训令和解委员会采取办法，以协助各有关政府及当局最后解决双方所有待决之问题；
7. 决议：巴勒斯坦之神圣处所（包括拿撒勒在内），宗教建筑及宗教故址应受保护，并应依照现有权利及传统习惯，保证人民有瞻谒之自由；其办法应由联合国有效监督执行之；联合国和解委员会向大会第四届常会提出关于耶路撒冷领土永久国际政权之详细提案时，并应拟具关于该领土内神圣处所之建议；关于巴勒斯坦他处之神圣处所，和解委员会应请关系区域当局就保护神圣处所及瞻谒自由二事提出适当之正式保证；并应将此种保证提由大会核定；
8. 决议：鉴于耶路撒冷与世界三大宗教之关系，包括现耶路撒冷市及其毗连村镇在内，东至阿布迪斯（英语：Abu Dis），南迄伯利恆，西止埃因克倫（英语：Ein Karem）（并包括莫札（英语：Motza）建造区在内），北达舒法特（英语：Shuafat）之耶路撒冷区应与巴勒斯坦其他地区不同，享受特殊待遇，并应置于联合国有效管制之下；

请安全理事会另采办法，俾耶路撒冷得早日划为非军事区域；

训令和解委员会向大会第四届常会提具建议，以建立耶路撒冷区之永久国际政权，同时在不违背耶路撒冷特殊国际地位之条件下给予各特殊族团以最大限度之地方自治；

授权和解委员会指派一联合国代表就过渡期间耶路撒冷区行政事宜与地方当局合作；
9.决议：待各有关政府及当局议定详细办法后，巴勒斯坦全体居民应尽量享有由公路、铁路、航空线进入巴勒斯坦之自由；

训令和解委员会，遇有任何方面企图阻碍此种交通时，立即报告安全理事会，俾得采取适当行动；
10.训令和解委员会设法促使各有关政府及当局订立办法以利该地之经济发展，其中包括使用港口、飞机场及利用交通通讯设备之办法；
11.决议：自愿回籍与邻里和睦相处之难民应准其早日偿愿；难民不愿回籍者其财产应由当局照价收购，又依国际法原则或公平原则，应由各负责政府或当局补偿之财产损失，亦应赔偿之；

训令和解委员会设法便利难民回籍、定居及在经济暨社会上复原，并使其获得赔偿；同时和解委员会应与联合国巴勒斯坦难民救济总署署长保持密切联络，并经由该署长与联合国各主管机关及专门机关联系；
12.授权和解委员会于必要时设置辅助机构及雇用技术人员，在其权力下工作，以期有效履行本决议案赋予之职责；

和解委员会应设正式办事处于耶路撒冷。负责维持耶路撒冷治安之当局有采取一切必要办法以保障该委员会安全之责。秘书长应遣派少数警卫队以保护该委员会职员及办事处；
13.训令和解委员会向秘书长按期提具工作进度报告书，俾便转达安全理事会及联合国各会员国；
14.请各有关政府及当局与和解委员会合作，并采取一切可能办法以协助实施本决议案；
15.请秘书长供给必需之人员与便利，并筹划必需之经费以执行本决议案之规定。

## 表决结果
決議在當時聯合國58個會員國中，以35個國家的多數票通過，15個國家投下反對票，8個國家棄權。反對的国家除當時參與第一次中东战争的六個阿拉伯國家外，另一個重要群體是共產主義國家，尽管这些共產國家在當時已经承認以色列。決議的详细表决结果如下：
| 贊成國（35） | 反對國（15） | 棄權國（8）                                                                     |
| --- | --- | ------------------------------------------------------------------------------- |
| \| 西歐國家： · 比利时 · 丹麦 · 法國 · 希臘王國 · 冰島 · 盧森堡 · 荷蘭 · 挪威 · 瑞典 · 英国 非洲國家： · 利比里亚 · 南非聯邦 · 埃塞俄比亞 亚洲国家： · 中國 · 菲律賓 · 泰國 · 土耳其 \| 美洲國家： · 阿根廷 · 加拿大 · 哥伦比亚 · 美国 · 巴西 · 薩爾瓦多 · 海地 · 尼加拉瓜 · 巴拿马 · 巴拉圭 · 秘魯 · 乌拉圭 · 委內瑞拉 · 大洋洲國家： · 新西兰 · \| | 東歐國家： · 白俄罗斯苏维埃社会主义共和国 · 捷克斯洛伐克 · 波蘭人民共和國 · 乌克兰苏维埃社会主义共和国 · 苏联 · 南斯拉夫 美洲國家： · 古巴 · 非洲國家： · 埃及 · 亞洲國家： · 阿富汗王國 · 伊拉克王國 · 黎巴嫩 · 巴基斯坦 · 沙烏地阿拉伯 · 叙利亚 · 葉門穆塔瓦基利亞王國 | 美洲國家： · 玻利维亚 · 智利 · 墨西哥 · 亞洲國家： · 緬甸聯邦 · 印度 · 伊朗王国 |
| 西歐國家： · 比利时 · 丹麦 · 法國 · 希臘王國 · 冰島 · 盧森堡 · 荷蘭 · 挪威 · 瑞典 · 英国 非洲國家： · 利比里亚 · 南非聯邦 · 埃塞俄比亞 亚洲国家： · 中國 · 菲律賓 · 泰國 · 土耳其 | 美洲國家： · 阿根廷 · 加拿大 · 哥伦比亚 · 美国 · 巴西 · 薩爾瓦多 · 海地 · 尼加拉瓜 · 巴拿马 · 巴拉圭 · 秘魯 · 乌拉圭 · 委內瑞拉 · 大洋洲國家： · 新西兰 · |                                                                                 |

## 影响
联大第194号决议被用于支持巴勒斯坦人的返回權，即巴勒斯坦難民有權返回以色列在第一次中东战争中佔領的領土上的家園，联合国在日后的决议中也不断重申194号决议的精神，例如：1980年联合国大会关于巴勒斯坦问题的第35/169号决议提到。
重申巴勒斯坦人民重返被迁移或驱逐离开的巴勒斯坦家园和收回财产的不可剥夺权利，并号召他们重返家园收回财产。——联合国大会第35/169号决议
不过必须指出返回權仅限于「与邻里和睦相处」的难民。另外決議第11條，於1949年被联合国大会第302号决议援引，設立聯合國近東巴勒斯坦難民救濟和工程處。

## 各方反应

### 阿拉伯國家
阿拉伯國家最初投票反對第194號決議，因為他們認為該決議是基於以色列非法的建國，違反國際法而成立的以色列，根本無權阻止「巴勒斯坦土著阿拉伯人民」的回歸，通過決議反而承認以色列的存在與合法性；但到1949年他們開始轉變立場，並很快成為決議最主要的支持者。後來，包括巴勒斯坦解放組織在內的各巴勒斯坦政治、軍事組織逐漸將第194號決議視為返回權的法律依據之一，现任巴勒斯坦总统马哈茂德·阿巴斯曾多次提到「在第194號決議的基礎上」解決巴勒斯坦難民問題。

### 以色列
以色列認為自己沒有義務讓難民返回，這一觀點早在第194號決議通過之前就已由以色列領導階層發表。在1948年6月的內閣會議上，以色列首任總理大衛·本-古里安表示：「他們（巴勒斯坦人）迷失並逃離。現在必須阻止他們返回……而且我也會在戰後反對他們返回。」1992年时任總理伊扎克·沙米尔宣稱巴勒斯坦難民的回歸「永遠不會以任何方式發生，只有猶太人有返回以色列的權利。」同时以色列也辯稱，它不必補償難民放棄的土地和財產。
然而，在1949年5月，联合国大会第273号决议關於以色列加入聯合國的辯論中，以色列駐聯合國代表承諾，該國將履行第181號決議和第194號決議規定的義務。因此，以色列於1949年5月加入聯合國，條件是它「無條件接受《聯合國憲章》所載之義務並承諾自为聯合國會員國之日起履行各該義務」。但以色列並未遵守第194號決議中赋予巴勒斯坦人的返回權。

## 相关决议
1967年第三次中东战争結束後，安理会通过联合国安全理事会第237号决议呼籲以色列「便利自戰鬭行爲發生以來逃離此等區域之居民返回故居」。